# AHK-toong BAY-bi Covered
AHK-toong BAY-bi Covered — трибьют-альбом, записанный различными музыкантами и изданный 26 октября 2011 года. В него вошли кавер-версии всех двенадцати песен из оригинальной пластинки Achtung Baby группы U2, выпущенной в 1991 году.

## Об альбоме
Журнал Q приурочил выход пластинки в честь 20-летия первого выпуска записи и 25-летия журнала. Диск был выпущен в качестве бесплатного приложения к очередному номеру журнала, который появился в продаже 26 октября. Главный редактор журнала Пол Рис констатировал: «Это совершенно подходящий способ отметить юбилей журнала, а также Achtung Baby, одного из ключевых альбомов в нашей жизни».
С 15 ноября 2011 года альбом доступен на цифровых площадках; доходы идут в благотворительную организацию Concern Worldwide.

## Список композиций
| №   | Название                                     | Исполнитель              | Длительность |
| --- | -------------------------------------------- | ------------------------ | ------------ |
| 1.  | «Zoo Station»                                | Nine Inch Nails          | 6:28         |
| 2.  | «Even Better Than the Real Thing»            | U2 (Jacques Lu Cont Mix) | 6:39         |
| 3.  | «One»                                        | Дэмьен Райс              | 5:26         |
| 4.  | «Until the End of the World»                 | Патти Смит               | 3:36         |
| 5.  | «Who’s Gonna Ride Your Wild Horses»          | Garbage                  | 5:16         |
| 6.  | «So Cruel»                                   | Depeche Mode             | 6:02         |
| 7.  | «The Fly»                                    | Гэвин Фрайдей            | 4:16         |
| 8.  | «Mysterious Ways»                            | Snow Patrol              | 4:48         |
| 9.  | «Tryin’ to Throw Your Arms Around the World» | The Fray                 | 4:33         |
| 10. | «Ultraviolet (Light My Way)»                 | The Killers              | 4:53         |
| 11. | «Acrobat»                                    | Glasvegas                | 4:08         |
| 12. | «Love Is Blindness»                          | Джек Уайт                | 3:20         |

## Чарты
| Чарт(2011)                     | Наивысшая позиция |
| ------------------------------ | ----------------- |
| Канада (Canadian Albums Chart) | 46                |
| США (Billboard 200)            | 53                |